# Rondeletia hirsuta
Rondeletia hirsuta är en måreväxtart som beskrevs av Olof Swartz. Rondeletia hirsuta ingår i släktet Rondeletia och familjen måreväxter. Inga underarter finns listade i Catalogue of Life.